# Jazzanova
Jazzanova est un collectif allemand de DJs basé à Berlin.

## Biographie
Le collectif Jazzanova est fondé en 1995 par Alexander Barck, Claas Brieler, Jürgen von Knoblauch, Roskow Kretschmann, Stefan Leisering, et Axel Reinemer. Ils sont remarqués par le DJ Gilles Peterson, qui diffuse leur single Fedime's Flight dans l'émission qu'il anime pour la BBC. Le collectif remixe des morceaux pour, entre autres, 4hero et Ian Pooley. Ces titres figurent sur la compilation The Remixes 1997-2000. In Between, leur premier album, sort en 2002. Il est enregistré avec la participation de différents chanteurs, dont Doug Hammonds et Ursula Rucker,. Leur 2d album, Of all the Things, paraît en 2008.

## Style musical
Le groupe évolue dans des styles nu jazz, chill-out, ainsi que latin jazz, et est associé à des labels tels que Compost Records et Sonar Kollektiv (de).

## Discographie

### EP
- 1997 : Jazzanova EP1 (Jazzanova-Compost Records)
- 1998 : Jazzanova EP2 (Jazzanova-Compost Records)

### Albums
- 2002 : In Between
- 2008 : Of all the Things
- 2012 : Funkhaus Studio Sessions
- 2018 : The Pool
- 2022: Strata Records - The Sound of Detroit - Reimagined by Jazzanova (BBE records)

### Compilations
- 2000 : The Remixes 1997-2000 (Jazzanova-Compost Records)
- 2005 : The Remixes 2002-2005 (Sonar Kollektiv (de))
- 2008 : Southport Weekender volume 7 (SuSu / Concept Music)
- 2017 : The Remixes 2006-2016